# HC Bloemendaal
HC Bloemendaal je nizozemski klub u hokeju na travi iz Bloemendaala. Utemeljen je 16. travnja 1895. godine.

## Klupski uspjesi (nepotpuni)
- prvaci: 1986., 1987., 1988., 1989., 1991., 1993., 1999., 2000., 2002., 2006., 2007., 2008., 2009.
- prvakinje: 1967.

- Kup prvaka:
  - pobjednici: 1987., 2001.
  - doprvaci: 1988., 1994., 2000.
  - treći: 1989., 1990., 1992., 2003., 2007.

- Euro Hockey League: 2009.

- Europacup II hockey: 2006.

## Poznati igrači i igračice
- Piet Gunning
- Aat de Roos
- Henk Bouwman
- Ronald Jan Heijn
- Remco van Wijk
- Hendrik Jan Kooijman
- Cees Jan Diepeveen
- Ad Boelaars
- Theodoor Doyer
- Gert Jan Schlatmann
- Floris Jan Bovelander
- Erik-Jan de Rooij
- Tom van Amerongen
- Teun de Nooijer
- Macha van der Vaart
- Erik Jazet
- Diederik van Weel
- Jaap-Derk Buma
- Maarten Froger
- Jan Jorn van 't Land
- Menno Booij
- Karel Klaver
- Nick Meijer
- Marc Benninga
- Martijn van Westerop
- Marinus Moolenburgh
- Dave Smolenaars
- Eby Kessing
- Thomas Boerma
- Wouter Jolie
- Jaap Stockman
- Ronald Brouwer

## Vanjske poveznice
- (nizoz.) Službene stranice